# Mayor Luis Jorge Fontana
Mayor Luis Jorge Fontana is een departement in de Argentijnse provincie Chaco. Het departement (Spaans:  departamento) heeft een oppervlakte van 3.708 km² en telt 53.550 inwoners.

## Plaatsen in departement Mayor Luis Jorge Fontana
- Coronel Du Graty
- Enrique Urién
- Villa Ángela